# Koza rumuńska
Koza rumuńska (Sabanejewia romanica) – gatunek słodkowodnej ryby karpiokształtnej z rodziny piskorzowatych (Cobitidae).

## Występowanie
Dorzecze Dunaju w Rumunii.

## Opis
Samce osiągają maksymalnie 10,5 cm, samice 12 cm długości.